# 突瘤蛙螺
突瘤蛙螺（学名：Bursa tuberosissima），是异足目蛙螺科蛙螺属的一种。主要分布于印度尼西亚、中国大陆、台湾，常栖息在低潮区以下。